# Bourse du travail de Bordeaux
La bourse du travail de Bordeaux, située dans le quartier de la Victoire a été réalisée à l'initiative du maire de Bordeaux Adrien Marquet, qui en a confié la conception à Jacques D'Welles, architecte en chef de la ville de Bordeaux. Les interventions de nombreux artistes comme Jean Dupas et Alfred Janniot font de cet équipement un remarquable exemple de l'architecture Art déco bordelaise.
La bourse du travail, commencée en 1935, a été inaugurée le 1er mai 1938 et classée monument historique le 25 juin 1998.

## Histoire
Dans les années 1920, les syndicats demandent la réalisation d'une Bourse du Travail plus grande. C'est le maire de Bordeaux Adrien Marquet qui propose que la nouvelle Bourse soit aussi « un palais pour le peuple... qui a bien le droit de profiter de l'art et des richesses qu'il contribue à édifier... ». Il s'agissait d'offrir aux syndicats un bâtiment de qualité par ses proportions et la richesse de sa décoration mais aussi fonctionnel avec des salles de réunions, des bureaux, des salles de cours et de conférences.

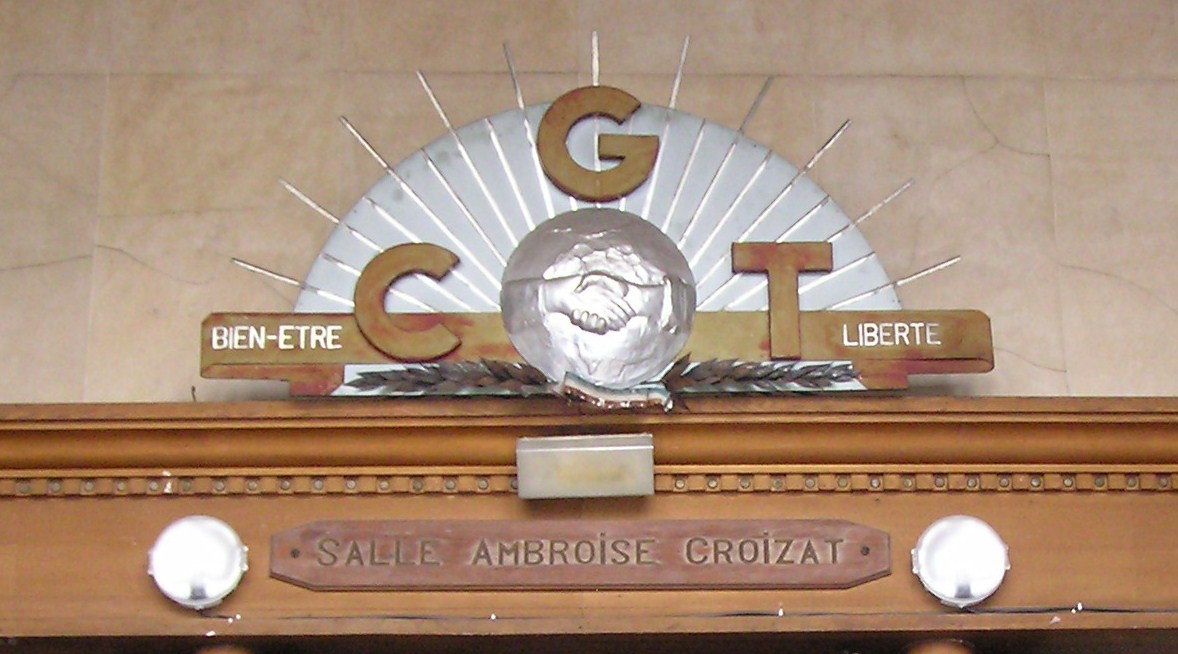
Médaillon d'entrée de la salle Ambroise Croizat

Décidés en mars 1934 par la municipalité socialiste, les travaux ont commencé en 1935.
Le bâtiment a été classé monument historique en juin 1998 ce qui a permis d'engager le processus de réhabilitation. Après des travaux importants en 2003 - 2004 pour mettre hors d'eau la bourse du travail et des travaux de façade, les 3e et 4e étage font l'objet d'une rénovation,. Depuis 2013, d'autres travaux, cette fois à l'extérieur, visent à redonner de son éclat à la façade ainsi qu'au bas-relief d'Alfred Janniot.
La Bourse du travail est le siège de la CGT historiquement seul utilisateur du bâtiment.

## Description architecturale
La bourse du travail bénéficie d'un exceptionnel investissement en termes de décoration artistique, près de 6 % du budget sera consacré à la décoration. Celle-ci associe la gloire de Bordeaux et le travail

### Les extérieurs
Le bâtiment de la bourse du travail est un quadrilatère irrégulier divisé en deux trapèzes s'ouvrant sur le cours Aristide Briand par cinq portes ouvragées dont les grilles énumèrent tous les corps de métiers intervenus dans la réalisation du bâtiment. L'ossature en béton de la façade a reçu un revêtement imitant le granite, une pierre blanche de Comblanchin est utilisée pour les colonnes et les baies.
La façade est décorée d'un bas-relief d'Alfred Janniot qui a réalisé par ailleurs les bas-reliefs du Palais de la Porte Dorée à Paris. Cette sculpture célèbre, sous forme allégorique, les activités qui ont fait la richesse de la ville de Bordeaux.
Une cour intérieure permet d'éclairer naturellement les bureaux sur cinq niveaux.

### L'accès au premier niveau
L'axe commun est réservé à la circulation, tandis que deux escaliers avec ascenseurs desservent à chaque extrémité les deux parties. Les portes et rampes exécutées par Garlin ont été dessinées par l'architecte.

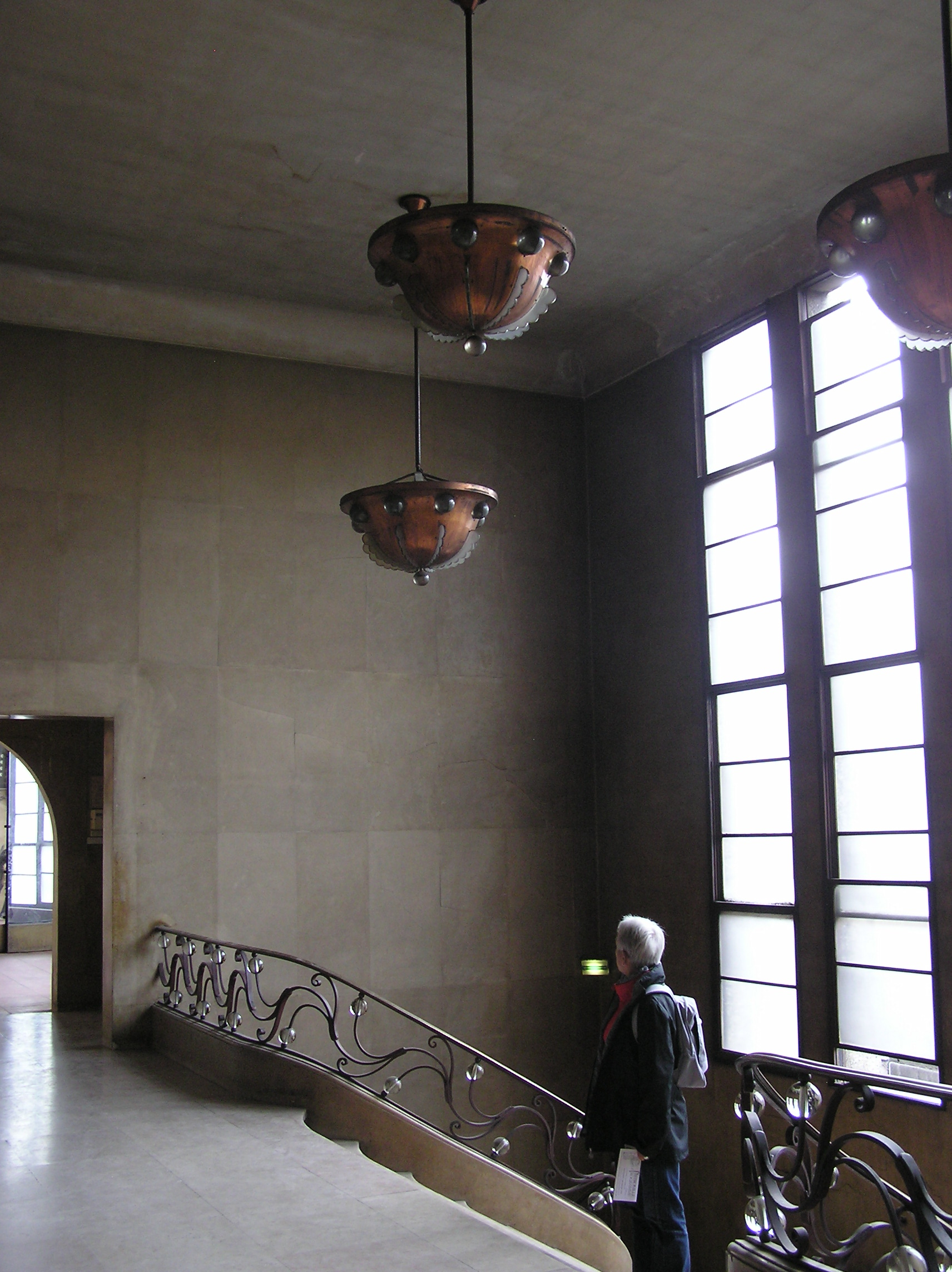
Accès à la salle Croizat, rampe et lustres de cuivre

L'accès au premier étage est représentatif du style Art déco bordelais. La ferronnerie, les rampes, les lustres sont remarquables. Les lustres et les rampes sont constitués de cuivre et de boules de verre, matériaux utilisés en clin d'œil à la modernité technique : conducteur et isolant électriques.

### Les foyers
De part et d'autre du palier d'accès à la salle de spectacle Croizat, deux foyers sont ornés de fresques, réalisées par des artistes bordelais, directement peintes sur le béton. Ces fresques célèbrent Bordeaux et son port, les activités du terroir (le vin, les pins), les arts, le travail et la paix. Les foyers comportent des arches en demi-cercle et des portes en glace créant des jeux de miroir. 
Dans le foyer Nord on retrouve : « à la gloire du port de Bordeaux » par Camille de Buzon, « à la gloire de l'architecture bordelaise » par Jean André Caverne et une peinture d'une scène populaire par Camille de Buzon.
Dans le foyer Sud François-Maurice Roganeau a réalisé deux fresques : « le vin » et « les âges de la vie ». Pierre-Albert Bégaud a réalisé « le pin des Landes ».

### La salle Ambroise Croizat
La salle de spectacle, dénommée Ambroise Croizat est un amphithéâtre classique qui permet d'accueillir 1300 spectateurs avec 400 places au balcon et 900 places dans la salle autrefois meublée de fauteuils en bois. Dans les années 1950, cette salle permettait d'offrir à un public appréciant la création vivante, avec du théâtre, de la musique, de la poésie mais aussi des arts plastiques et des projections de cinéma.
La scène à l'italienne de la salle de spectacle est ornée d'une fresque de Jean Dupas représentant une allégorie de Bordeaux. Mythe antique et symbole moderne pour valoriser la renommée de la ville (lauriers et trompettes), son activité artistique et commerciale et son rattachement par la mer à des pays paradisiaques et aux colonies. 
Sur le côté droit (face à la scène), Jean Dupas a exécuté une grande fresque plus conventionnelle dont la couleur grise tranche avec la fresque colorée de la scène. Cette fresque est composée de douze panneaux où sont inscrits des noms célèbres de l'histoire française des sciences et de l'art. Ces noms s'inscrivent sur des dessins en rapport avec les mythes fondateurs de la vie humaine.
Aux quatre coins de la salle Croizat, quatre fresques identiques représentent le faisceau du licteur, une hache liée par trois fois de verges. Un bonnet phrygien coiffe le faisceau.

### Le péristyle
Le péristyle offre à voir quant à lui des médaillons sculptés par Louis Bate évoquant l’histoire du socialisme à travers les portraits de Pierre-Joseph Proudhon, Charles Fourier et Jean Jaurès, accompagnés de citations.

### Le quatrième étage
Il a fait l'objet en 1986 d'une intervention artistique du photographe Marco Pillot.

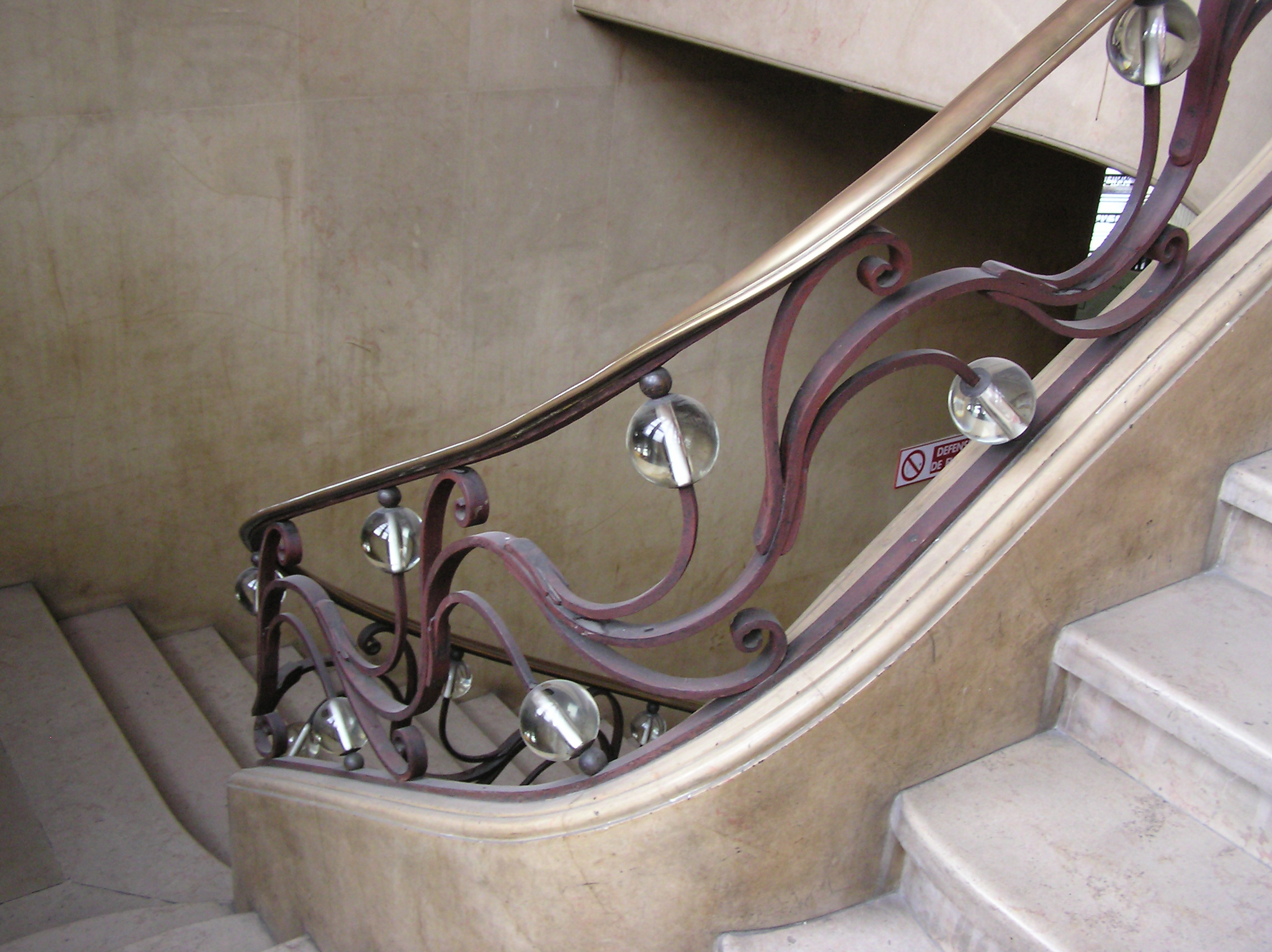
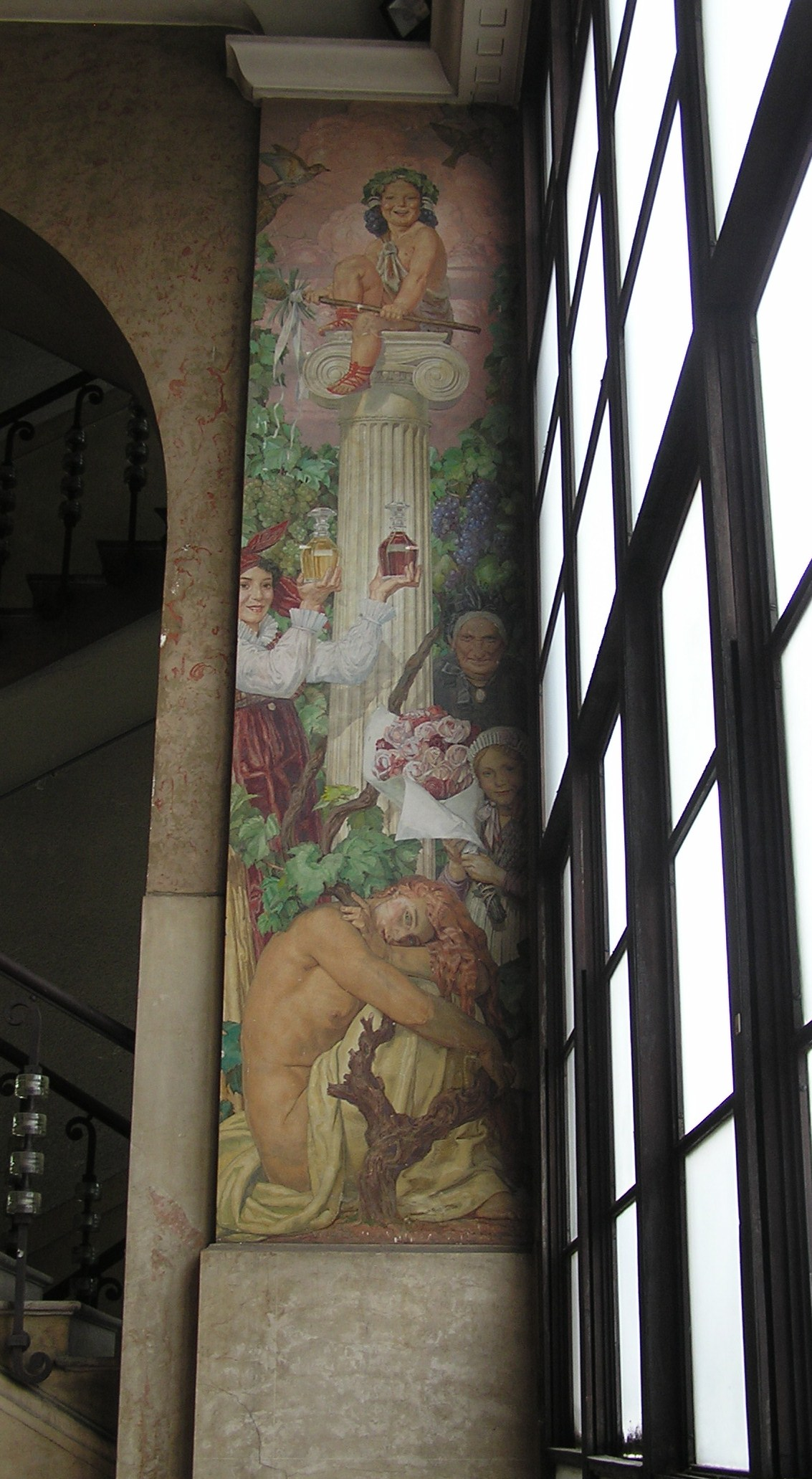
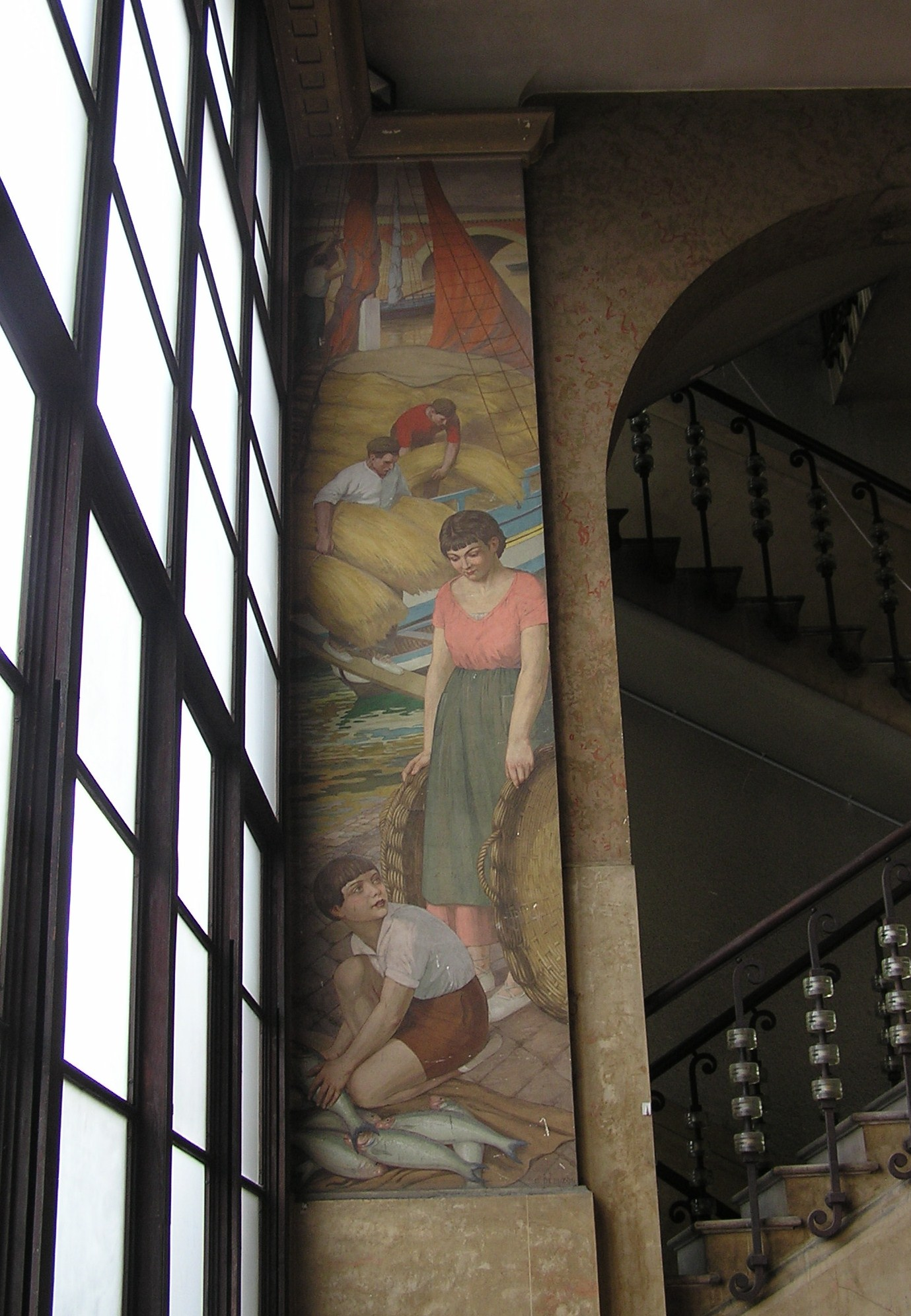
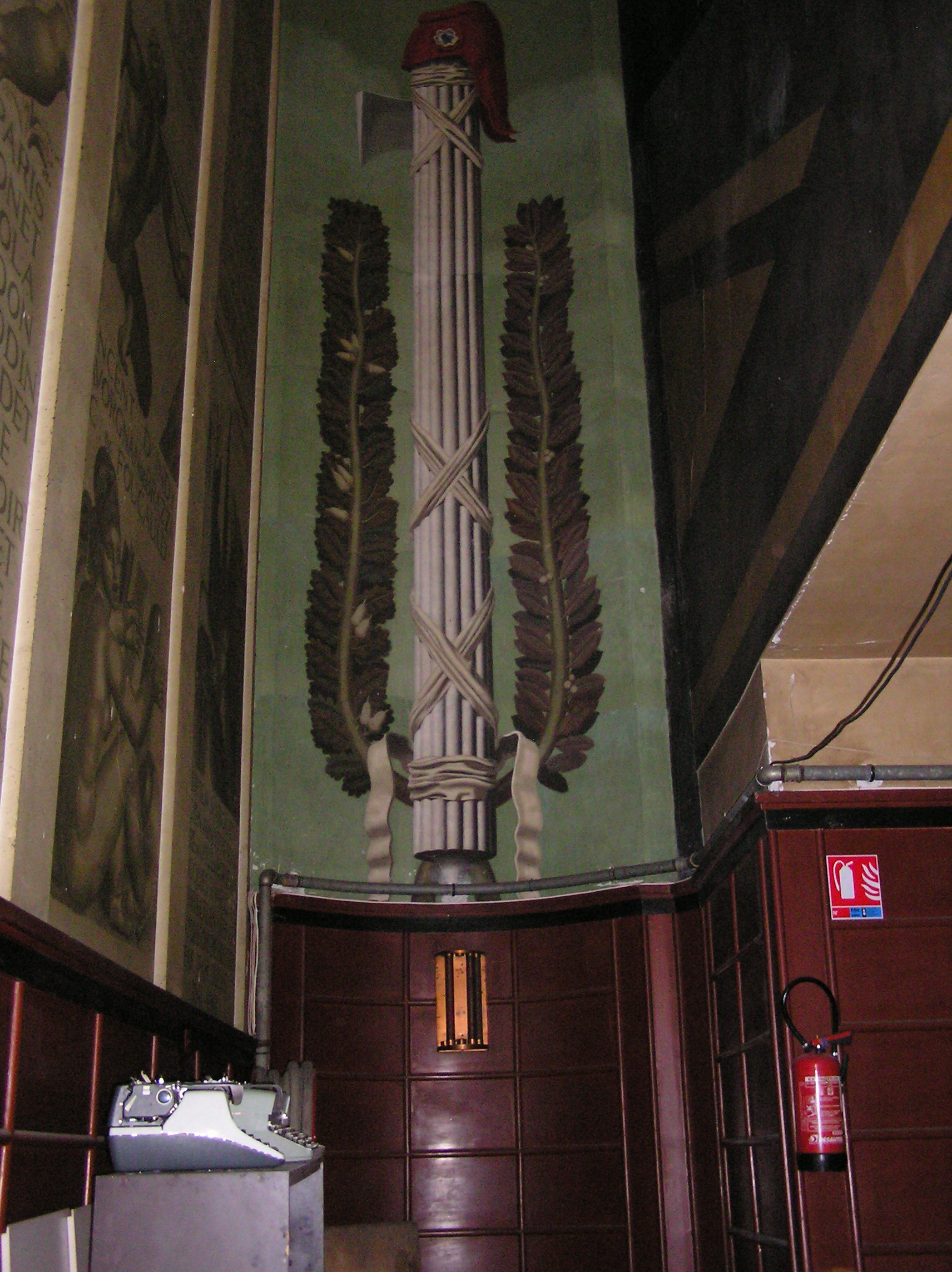